# Look Me Up
Look Me Up è il terzo album studio del cantante statunitense Robert Tepper.

## Tracce
1. Christina
2. Which Way Are You Running
3. Another Place, Another Time
4. Be-Bop
5. Send A Message
6. Look Me Up
7. You Can't Keep The Wind From Blowin'
8. Coming Up
9. Chains